# Head (empresa)
HEAD NV é uma companhia austro-americana que produz equipamentos e vestimentos esportivos, principalmente para esqui alpino, esqui, utensílios e raquetes de tênis. A companhia tem várias partes independestes, que inclui a Head Ski Company, fundada em Delaware no ano de 1950; Tyrolia, uma empresa austríaca de esquis e Mares, uma empresa italiana de equipamentos aquáticos.

## Head atletas

### Esqui alpino
Masculino:
| - Hans Grugger - Marcel Mathis - Alexis Pinturault - Johan Clarey - Gauthier de Tessieres - Cyprien Richard | - Werner Heel - Patrick Staudacher - Kjetil Jansrud - Truls Ove Karlsen - Aksel Lund Svindal | - Dustin Cook - Jon Olsson - Hans Olsson - Beat Feuz - Ted Ligety - Bode Miller |

Feminino:
| - Maxi Altacher - Anna Fenninger - Elisabeth Görgl - Anna Goodman | - Šárka Záhrobská - Maria Höfl-Riesch - Susanne Riesch | - Marianne K.-Abderhalden - Lindsey Vonn - Julia Mancuso |

#### Notáveis ex-esquiadores
Masculino:
| - Hermann Maier - Rainer Schönfelder - Marco Büchel - Didier Cuche - Daniel Albrecht |

Feminino:
- Monika Bergmann
- Anja Pärson

## Beisebol
- Nexen Heroes

## Tênis
| - José Acasuso - Alexandre Cardoso - Julian Knowle - Mark Knowles - Marin Čilić - Ivan Ljubičić - Tomáš Berdych - Arnaud Clément - Richard Gasquet - Sébastien Grosjean | - Gilles Simon - Jérémy Chardy - Tommy Haas - Florian Mayer - Rainer Schüttler - Filippo Volandri - Robin Haase - Mikhail Youzhny | - Novak Djokovic - Simon Aspelin - Robin Söderling - Sergiy Stakhovsky - Alex Bogdanovic - Andy Murray - Bradley Klahn - James O'Donoghue |

Feminino:
- Tsvetana Pironkova
- Peng Shuai
- Virginie Razzano
- Bojana Jovanovski
- Svetlana Kuznetsova
- Klara Koukalova
- Barbora Krejčíková
- Maria Sharapova
- Roberta Vinci
- Yaroslava Shvedova
- Anabel Medina Garrigues
- Christina McHale
- Sloane Stephens
- Casey Dellacqua

#### Notáveis ex-tenistas
Masculino:
| - Agustín Calleri - Gustavo Kuerten - Goran Ivanišević | - Fabrice Santoro - Younes El Aynaoui - Marat Safin | - Andre Agassi - Henri Leconte - Emilio Sanchez |

Feminino:
| - Amélie Mauresmo - Anastasia Myskina - Patty Schnyder |

## Squash
Masculino
- Karim Darwish
- Adrian Grant
- Mohd Nafiizwan Adnan
- Martin Knight
- Shahier Razik
- Chris Ryder

Feminino:
- Laura Massaro
- Joelle King
- Nour El Tayeb
- Jenny Duncalf
- Rachel Grinham

Ex-Jogadores de Squash:
- Mohd Azlan Iskandar
- Fletcher Hall